# The Mayor of Casterbridge
The Mayor of Casterbridge er en britisk stumfilm fra 1921 af Sidney Morgan.

## Medvirkende
- Fred Groves som Michael Henchard
- Pauline Peters som Susan Henchard
- Warwick Ward som Newson
- Nell Emerald som Furmity Woman
- Mavis Clair som Elizabeth Jane